# Catania Beach Soccer 2012
Questa voce raccoglie le informazioni riguardanti il Catania Beach Soccer nelle competizioni ufficiali della stagione 2012.

## Rosa
| N. |                      | Ruolo | Calciatore                   |
| -- | -------------------- | ----- | ---------------------------- |
| 1  | Italia (bandiera)    | P     | Davide Bua                   |
| 12 | Argentina (bandiera) | P     | César Andrés Mendoza         |
| 5  | Argentina (bandiera) | D     | Luciano Franceschini         |
| 3  | Brasile (bandiera)   | D     | Giuseppe Fazio               |
| 6  | Italia (bandiera)    | D     | Giuseppe Platania (capitano) |
| 8  | Italia (bandiera)    | D     | Salvatore Zagami             |

| N. |                    | Ruolo | Calciatore          |
| -- | ------------------ | ----- | ------------------- |
| 2  | Brasile (bandiera) | D     | Rafinha             |
| 11 | Brasile (bandiera) | D     | Fred                |
|    | Italia (bandiera)  | C     | Sebastiano Tedeschi |
| 9  | Italia (bandiera)  | C     | Daniele Bosco       |
| 21 | Italia (bandiera)  | C     | Danilo Lo Re        |
| 7  | Brasile (bandiera) | A     | Juninho Jackson     |
| 14 | Romania (bandiera) | A     | Marian Maciuca      |